# L'Union Mendocina
L'Union Mendocina (en espagnol : La Unión Mendocina ; abrégé LUM) est une coalition politique argentine dans la province de Mendoza. Elle est dirigée par Omar De Marchi (es) et alliée avec la coalition nationale de La liberté avance de Javier Milei. Sa première participation électorale intervient lors des élections provinciales de 2023 à Mendoza (es).
Cette coalition est principalement composée de partis politiques conservateurs et libertaires. On retrouve également différents dirigeants de la Proposition républicaine et de l'Union civique radicale, présents anciennement au sein du Front de changement de Mendoza (es).

## Histoire
Au début de l'année 2023, le sénateur Alfredo Cornejo (es) annonce sa pré-candidature au poste de gouverneur au sein du Front de changement de Mendoza (es). Dans le même temps, Omar De Marchi (es), ayant des désaccords idéologiques et des divergences avec l'Union civique radicale et la Coalition civique ARI, décide de se présenter au poste de gouverneur de Mendoza, mais en dehors de la coalition. Cette situation provoque une crise interne dans laquelle des factions du PRO et de l'UCR souhaitent former une nouvelle alliance avec De Marchi, tandis qu'une autre factions, également formé par les mêmes partis, veulent maintenir l'unité de la coalition en soutenant Cornejo. La crise s'aggrave au fil des mois, avec notamment les réclamations de Patricia Bullrich et Horacio Rodríguez Larreta, contre De Marchi, pour qu'il accepte de se présenter au sein du Front de changement de Mendoza. Toutefois, le député national ignore les demandes et réaffirme sa position de rivalité en dehors de la coalition, en lançant son espace appelé « L'Union Mendocina », composé de partis politiques soutenant Javier Milei et membres de La liberté avance.

## Partis membres
Les partis politiques membres de la coalition sont les suivants,,,,:
| Partis | Partis                        | Chef/Président           | Idéologie              | Positionnement | Ref    |
| ------ | ----------------------------- | ------------------------ | ---------------------- | -------------- | ------ |
|        | Parti démocrate               | Roberto Ajo              | Conservatisme          | Droite         |        |
|        | Partido UNIR (es)             | Walter Tobares           | National-conservatisme | Extrême droite | [ 16 ] |
|        | Engagement fédéral (es)       | Flavia Manoni            | Péronisme fédéral      | Centre droit   |        |
|        | Union populaire fédérale (es) | Jorge Difonso            | Péronisme fédéral      | Centre droit   |        |
|        | Union du centre démocratique  | Alejandro Vargas Yacante | Libéral-conservatisme  | Droite         |        |

## Députés nationaux
| Parti | Parti             | Portrait | Titulaire            | Province                 | Mandat    |           |
| ----- | ----------------- | -------- | -------------------- | ------------------------ | --------- | --------- |
|       | L'Union Mendocina | Portrait |                      | Álvaro Fernando Martínez | Mendoza   | 2021-2025 |
|       | Parti démocrate   |          | María Mercedes Llano | Mendoza                  | 2023-2027 |           |
|       | Parti démocrate   |          | Facundo Correa Llano | Mendoza                  | 2023-2027 |           |

## Résultats électoraux

### Gouverneur de la province de Mendoza
| Année | Ticket              | Ticket          | Voix   | %     | Résultat |
| Année | Gouverneur          | Vice-gouverneur | Voix   | %     | Résultat |
| ----- | ------------------- | --------------- | ------ | ----- | -------- |
| 2023  | Omar De Marchi (es) | Daniel Orozco   | 24 625 | 26,24 | Pas élu  |

### Chambre des députés de la province de Mendoza
| Année | Voix    | %     | Sièges | Total  |
| ----- | ------- | ----- | ------ | ------ |
| 2023  | 223 644 | 26,82 | 8 / 24 | 9 / 48 |

### Chambre des sénateurs de la province de Mendoza
| Année | Voix    | %     | Sièges | Total  |
| ----- | ------- | ----- | ------ | ------ |
| 2023  | 225 267 | 26,84 | 5 / 19 | 8 / 38 |